# Communauté de communes Bazois Loire Morvan
La communauté de communes Bazois Loire Morvan est une communauté de communes française, située dans le département de la Nièvre et la région Bourgogne-Franche-Comté.
Cette communauté de communes fait également partie du Pays Nivernais-Morvan.

## Historique
Créée le 1er janvier 2017 par arrêté préfectoral du 17 novembre 2016, la communauté de communes Bazois Loire Morvan se forme à la suite de la fusion des communautés de communes du Bazois (15 communes), du Sud Morvan (7 communes), des Portes sud du Morvan (13 communes) et d'entre Loire et Morvan (11 communes).

## Composition
La communauté de communes est composée des 46 communes suivantes :

| Nom                       | Code Insee | Gentilé          | Superficie (km2) | Population (dernière pop. légale) | Densité (hab./km2) |
| ------------------------- | ---------- | ---------------- | ---------------- | --------------------------------- | ------------------ |
| Moulins-Engilbert (siège) | 58182      | Moulinois        | 40,76            | 1 354 (2022)                      | 33                 |
| Achun                     | 58001      | Achunois         | 24,51            | 160 (2022)                        | 6,5                |
| Alluy                     | 58004      | Alluysiens       | 27,44            | 368 (2022)                        | 13                 |
| Aunay-en-Bazois           | 58017      | Aunaysiens       | 45,16            | 228 (2022)                        | 5                  |
| Avrée                     | 58019      |                  | 13,03            | 84 (2022)                         | 6,4                |
| Biches                    | 58030      | Bichois          | 24,55            | 254 (2022)                        | 10                 |
| Brinay                    | 58040      |                  | 15,9             | 145 (2022)                        | 9,1                |
| Cercy-la-Tour             | 58046      | Cercycois        | 45,57            | 1 683 (2022)                      | 37                 |
| Charrin                   | 58060      | Charrinois       | 26,3             | 606 (2022)                        | 23                 |
| Châtillon-en-Bazois       | 58065      | Châtillonnais    | 19,26            | 835 (2022)                        | 43                 |
| Chiddes                   | 58074      | Chiddois         | 26,04            | 353 (2022)                        | 14                 |
| Chougny                   | 58076      | Chougniens       | 14,87            | 84 (2022)                         | 5,6                |
| Dun-sur-Grandry           | 58107      |                  | 11,91            | 148 (2022)                        | 12                 |
| Fléty                     | 58114      | Flétois          | 20,06            | 90 (2022)                         | 4,5                |
| Fours                     | 58118      |                  | 25,53            | 602 (2022)                        | 24                 |
| Isenay                    | 58135      |                  | 20,17            | 102 (2022)                        | 5,1                |
| Lanty                     | 58139      | Lantycois        | 12,06            | 122 (2022)                        | 10                 |
| Larochemillay             | 58140      | Millirupétiens   | 41,15            | 228 (2022)                        | 5,5                |
| Limanton                  | 58142      | Limantonnais     | 46,93            | 241 (2022)                        | 5,1                |
| Luzy                      | 58149      | Luzycois         | 41,67            | 1 983 (2022)                      | 48                 |
| Maux                      | 58161      | Mauxais          | 22,6             | 146 (2022)                        | 6,5                |
| Millay                    | 58168      | Millaycois       | 37,55            | 439 (2022)                        | 12                 |
| Mont-et-Marré             | 58175      | Mont-et-Marrois  | 18               | 152 (2022)                        | 8,4                |
| Montambert                | 58172      |                  | 25,97            | 116 (2022)                        | 4,5                |
| Montapas                  | 58171      | Montapasois      | 23,48            | 275 (2022)                        | 12                 |
| Montaron                  | 58173      | Montaronais      | 33,4             | 159 (2022)                        | 4,8                |
| Montigny-sur-Canne        | 58178      | Monticannois     | 30,36            | 154 (2022)                        | 5,1                |
| La Nocle-Maulaix          | 58195      | Noclois          | 32,66            | 270 (2022)                        | 8,3                |
| Ougny                     | 58202      | Ougnois          | 8,17             | 27 (2022)                         | 3,3                |
| Poil                      | 58211      | Pixiens          | 27,02            | 151 (2022)                        | 5,6                |
| Préporché                 | 58219      | Préporchois      | 29,89            | 209 (2022)                        | 7                  |
| Rémilly                   | 58221      |                  | 36,43            | 155 (2022)                        | 4,3                |
| Saint-Gratien-Savigny     | 58243      |                  | 19,53            | 115 (2022)                        | 5,9                |
| Saint-Hilaire-Fontaine    | 58245      | Fontanhilariens  | 23,37            | 171 (2022)                        | 7,3                |
| Saint-Honoré-les-Bains    | 58246      | Saint-Honoréens  | 25,12            | 687 (2022)                        | 27                 |
| Saint-Seine               | 58268      | Saint-Seinois    | 17,73            | 186 (2022)                        | 10                 |
| Savigny-Poil-Fol          | 58274      | Savignyens       | 17,3             | 108 (2022)                        | 6,2                |
| Sémelay                   | 58276      | Simelagois       | 33,53            | 223 (2022)                        | 6,7                |
| Sermages                  | 58277      | Sermageois       | 22,07            | 191 (2022)                        | 8,7                |
| Tamnay-en-Bazois          | 58285      | Tamnayiens       | 10,53            | 166 (2022)                        | 16                 |
| Tazilly                   | 58287      | Tazillicois      | 25,81            | 184 (2022)                        | 7,1                |
| Ternant                   | 58289      |                  | 19,38            | 167 (2022)                        | 8,6                |
| Thaix                     | 58290      |                  | 20,04            | 43 (2022)                         | 2,1                |
| Tintury                   | 58292      | Tanturiais       | 23,28            | 161 (2022)                        | 6,9                |
| Vandenesse                | 58301      | Vandenessois     | 32,49            | 293 (2022)                        | 9                  |
| Villapourçon              | 58309      | Villapourçonnais | 50,43            | 411 (2022)                        | 8,1                |

## Compétences
La Communauté exerce des compétences obligatoires, optionnelles et facultatives.
Les compétences obligatoires sont relatives à l'aménagement de l'espace, aux actions de développement économique, dont promotion du tourisme, à l'
aménagement, l'entretien et la gestion des aires d'accueil des gens du voyage et à la collecte et au traitement des déchets ménagers.
Les compétences optionnelles exercées se rapportent à la protection et à la mise en valeur de l'environnement et au soutien aux actions de maîtrise de la demande en énergie, à la politique du logement et du cadre de vie, à la création, l'aménagement et l'entretien de la voirie, à l'action sociale d'intérêt communautaire et à l'assainissement. Les compétences facultatives exercées se rapportent aux actions culturelles et sportives, à l'insertion,
au domaine sanitaire, médico-social et personnes âgées, au tourisme; à l'enfance, la jeunesse et les familles, à la communication, au droit de préemption urbain et à la mise en valeur du petit patrimoine bâti et des chemins de randonnée.

## Administration

### Siège
Le siège de la communauté de communes est situé à Moulins-Engilbert, et son siège secondaire à Luzy.

### Les élus
La communauté de communes est gérée par un conseil communautaire composé de 67 membres représentant chacune des communes membres et élus pour une durée de six ans. Leur nombre dépend de la population de la commune au moment du renouvellement des conseillers.

### Présidence
Le conseil communautaire du 10 janvier 2017 a élu sa présidente, Dominique Joyeux, maire d'Achun.
| Période         | Période  | Identité         | Étiquette | Qualité        |
| --------------- | -------- | ---------------- | --------- | -------------- |
| 10 janvier 2017 | En cours | Dominique Joyeux | DVG       | Maire d'Achun. |

## Paysages

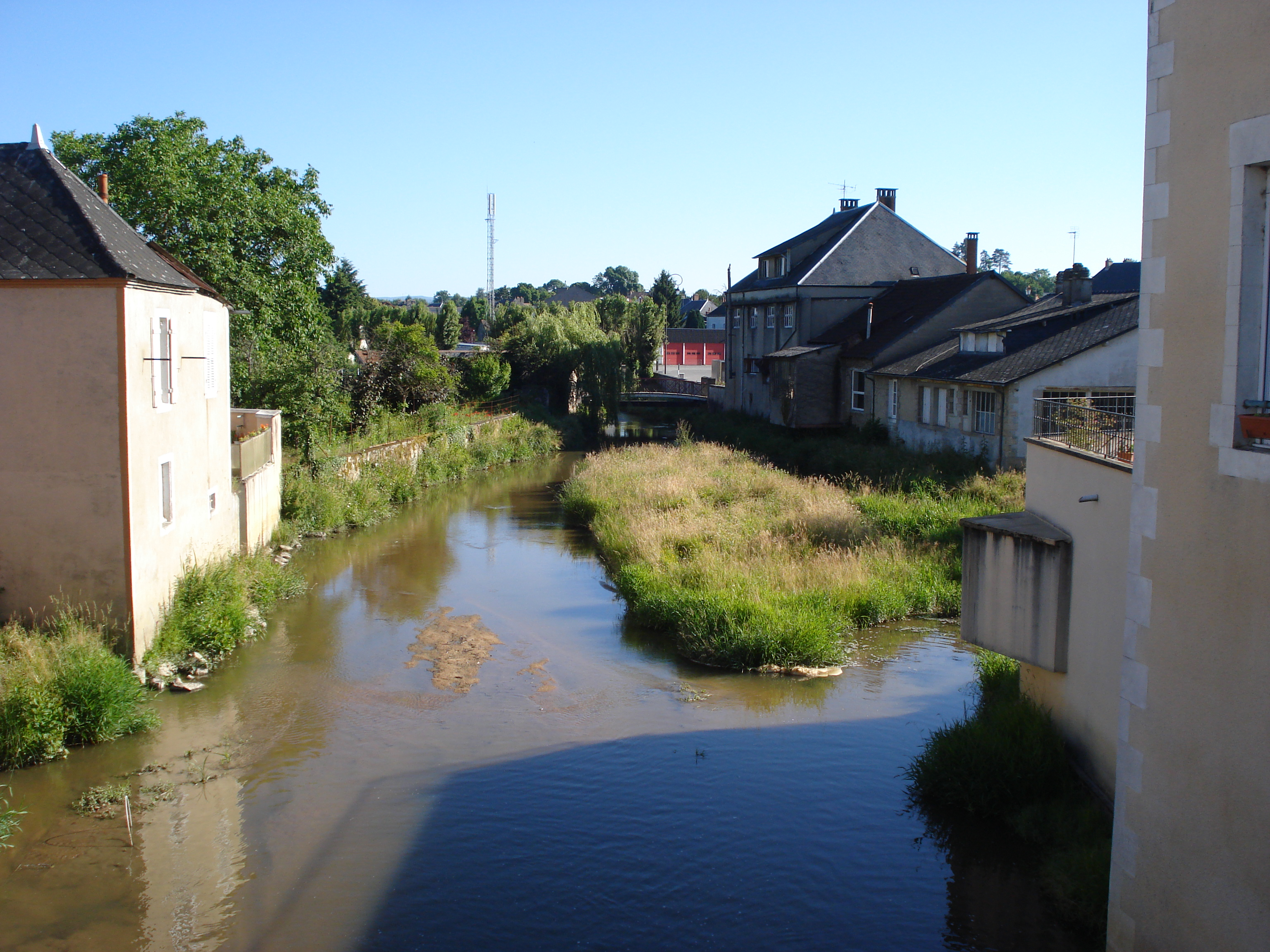
L'Alène à Luzy.
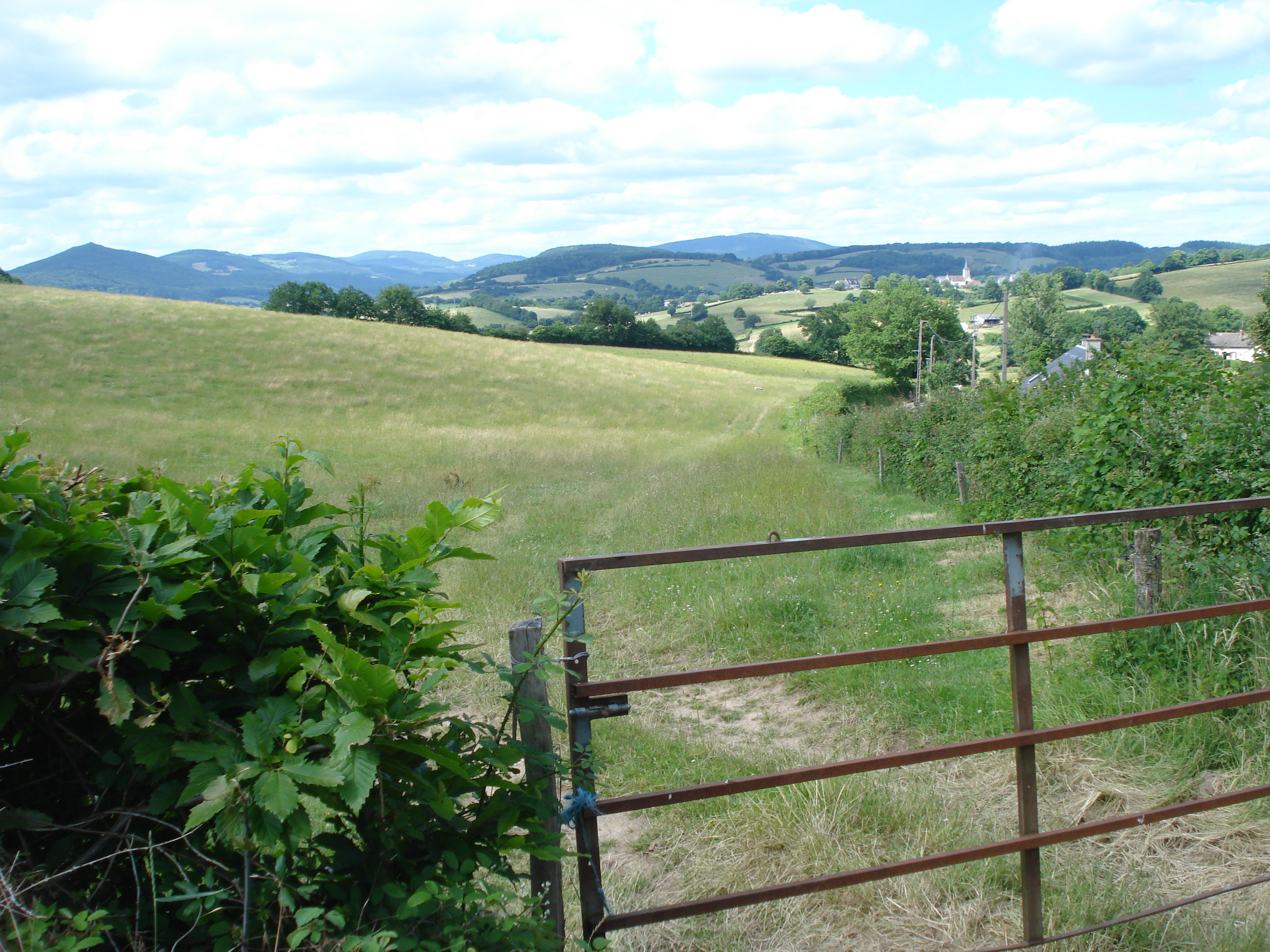
Le Haut Morvan et Millay, vue du sud.
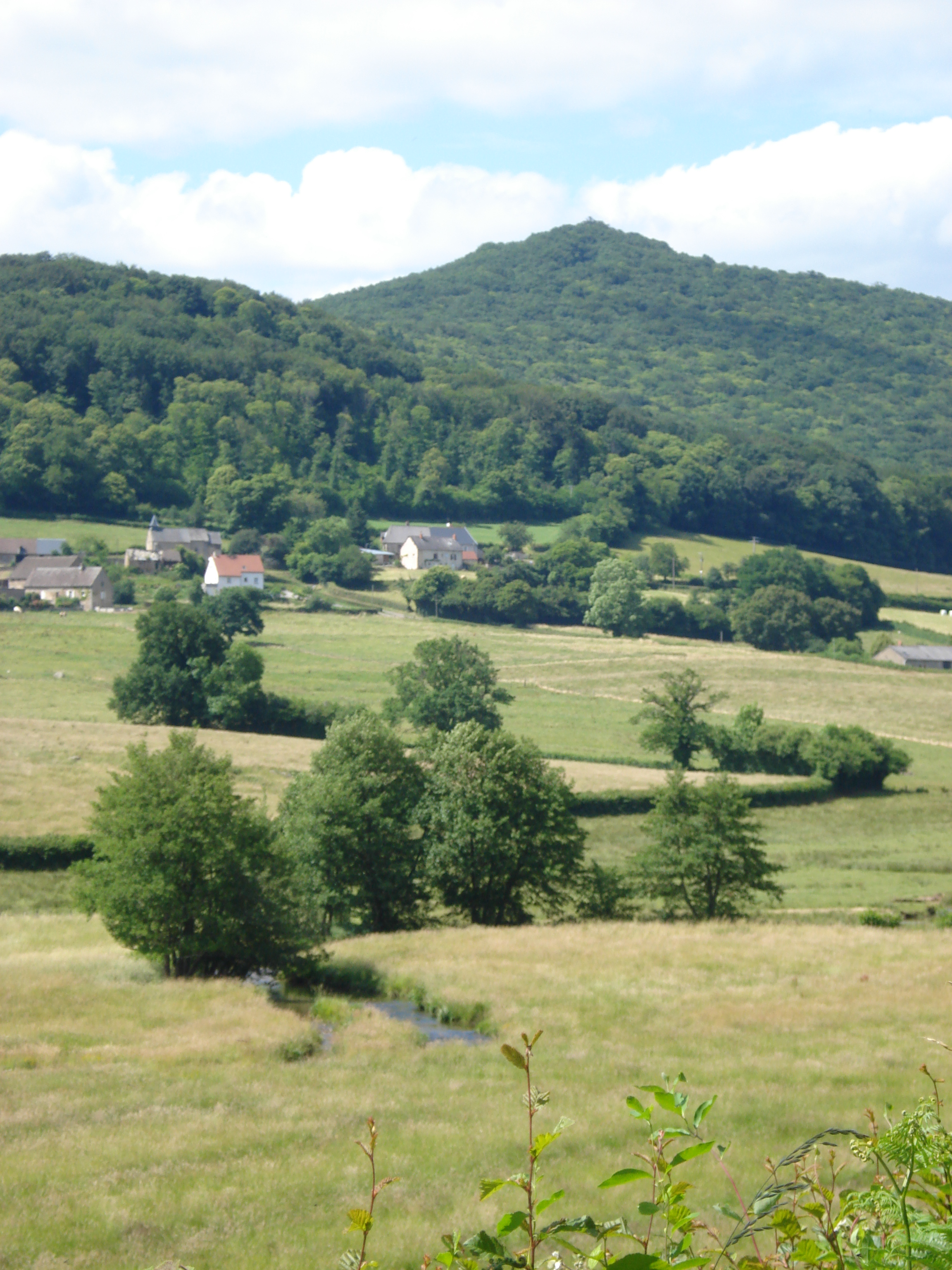
La Roche, le hameau de Saint-Gengoult et le mont Touleur.